# Нармания, Давид Роландович
Давид Роландович Нармания (груз. დავით ნარმანია; 7 марта 1979, Коки, Зугдидский муниципалитет, Грузинская ССР) — грузинский государственный деятель Грузии. Министр регионального развития и инфраструктуры Грузии в 2012—2014 годах. Мэр Тбилиси (2014—2017).

## Биография
Родился в деревне Коки. Там же окончил школу. В 2000 году окончил Тбилисский государственный университет. в том же году получил академическую степень бакалавра экономики. В 2002 году получил ученую степень магистра экономики по квалификации менеджера международного бизнеса. имеет звание полного профессора Тбилисского государственного университета.
В 2003—2012 годах работал в общественных и частных организациях. Параллельно читал лекции в Грузинском институте общественных дел и Тбилисском государственном университете. На муниципальных выборах 2014 года был кандидатом на пост мэра Тбилиси от правящей коалиции «Грузинская мечта». 12 июля 2014 года на выборах местного самоуправления победил во втором туре конкурента Нику Мелия с результатом 72,47 % голосов.
25 октября 2017 года покинул должность мэра города Тбилиси.
Автор 24 популярных и научных трудов, соавтор 34 научных работ. Владеет грузинским, русским, английским и немецким языками. Давид Нармания женат на Тинатин Тиникашвили, в семье трое детей.